# 阳明礁
阳明礁 ( 越南语：／ ) , 是南沙群岛东部的一个珊瑚礁，位于礼乐滩南缘，安塘礁以东约22海里。1935年中华民国水陆地图审查委员会公布的名称为“北拼素崩那礁”，1947年中华民国内政部方域司公布的名称和1983年中华人民共和国中国地名委员会公布的标准名称均为“阳明礁”，以纪念明朝理学家王阳明。西方文献一般称为“Pennsylvania North Reef”。